# ハワイアン・ロックンロール
「ハワイアン・ロックンロール」は、NHKの『みんなのうた』で2003年8月 - 9月に放送された歌。作詞・作曲・編曲：小松久。歌：伊東ゆかり。

## 概要
ハワイを舞台に、かつてハワイを訪れた女性が再び訪れ、過去を振り返るといった内容。
伊東ゆかりは、1967年6月 - 7月放送の「街」、1990年10月 - 11月放送の「ママのイヤリング」に次いで、3回目の『みんなのうた』出演。
『みんなのうた』の放送で使用されたアニメーションは、堀口忠彦が制作した。
堀口が「とこいった」名義で映像制作を手掛けたのは今回で4回目。
映像では当初女性と男性がシルエットで描かれ、サビになると、その男女が老婆と老人だったことが明かされる。
2017年8月に、14年ぶりの初の再放送となった。
音源は2004年3月24日にソニー・ミュージックダイレクトより発売された伊東のベストアルバム「GOLDEN☆BEST　伊東ゆかり」に収録されている。